# Ugo Cappellacci
Ugo Cappellacci, surnommé Vrille (it. Trivella), né le 27 novembre 1960 à Cagliari, est un homme politique italien, membre du Peuple de la liberté, puis de Forza Italia. Il est président de la région de Sardaigne de 2009 à 2014 et député depuis 2018.

## Biographie
Ugo Cappellacci commence ses études à l'université de Cagliari pour se spécialiser à l'université Bocconi. Il est directeur de sociétés.
Le 16 février 2009, il est élu président de la région Sardaigne avec 51,9 % des voix contre 42,9 % à Renato Soru, président démocrate sortant, démissionnaire à la suite d'un différend avec son conseil régional. Cette victoire conforte la position du président du conseil, Silvio Berlusconi, qui s'était beaucoup investi dans cette campagne. 
Après cinq années passées à la tête de la région, il est nettement battu le 16 février 2014, par le candidat de centre-gauche Francesco Pigliaru, qui lui succède à la présidence le 13 mars suivant.
Il est élu député le 4 mars 2018 et réélu le 25 septembre 2022.